# Нудьга Григорій Антонович
Григорій Антонович Нудьга (21 січня 1913, с. Артюхівка — 14 березня 1994, Львів) — український письменник, фольклорист, літературознавець, музикознавець, історик української літератури. Також критик і культуролог. Кандидат філологічних наук (1956), почесний член НТШ, Член СПУ (1954). Учасник 2-ї світової війни. Автор спогадів «Тарасова ялинка» та укладач антології «Пісні та романси українських поетів». В'язень сталінських концтаборів ГУЛАГ.

## Життєпис
Походив із козацького роду. Початкову освіту здобув у рідному селі, далі навчався у семирічній трудовій школі сусіднього села Глинська. У шкільні роки підтримував дружні стосунки з родиною кобзарів Сологубів, слухав розповіді про Остапа Вересая. Ключовий вплив на підлітка справив відомий український педагог Григорій Вашкевич — сусід родини Нудьги.
1931 року закінчив Гадяцький педагогічний технікум і почав працювати учителем в Артюхівці. Восени 1933 року утік із села, де комуністи проводили Голодомор — вступив на філологічний факультет Харківського університету, згодом перейшов до Київського, який закінчив у 1938 році. Водночас від 1936 року працював молодшим науковим сотрудником Інституту фольклору АН УРСР, брав участь у наукових експедиціях, однак 1937 року за доносом був звинувачений в українському буржуазному націоналізмі й звільнений із посади.
Кандидатська дисертація «Пісні українських поетів першої половини XIX століття і народні переробки їх» (1956). Член Спілки письменників України. Почесний член НТШ.
Від 1938 року працював у Полтаві викладачем Педагогічного інституту, звідки 1941 пішов на фронт. Під Харковом потрапив в оточення, опинився у німецькому таборі для військовополонених і в тюрмі. Вирвавшись, поневірявся на окупованій території. 1944 року знову призваний до Червоної армії, але незабаром відкликаний на наукову роботу у Львівське відділення Інституту літератури АН України.
10 травня 1945 року, напередодні захисту кандидатської дисертації, заарештований у Києві. Засуджений військовим трибуналом на 10 років позбавлення волі та на п'ять років обмеження громадянських прав з конфіскацією майна — за стандартним звинуваченням в «антирадянській агітації». Був звільнений наприкінці 1951 без права працювати за професією і проживати в більших містах. Після смерті Сталіна добився зняття судимості й обмеження в правах, 1955 року оселився у Львові, працював у редакції журналу «Жовтень» (нині «Дзвін»).
.

Надгробок Григорія Нудьги на Личаківському цвинтарі у Львові

В інституті з 1957 року молодший науковий співробітник відділу літератури. Незважаючи на офіційну реабілітацію у 1967 році, ім'я вченого з «чорного» списку не виводили. Над ним продовжувалася постійна «опіка» та пов'язані з нею гласні і негласні прояви. Незважаючи на великий творчий доробок і поважний авторитет у науковому світі, Г. Нудьзі так і не вдалося піднятися з посади молодшого наукового співробітника. У 1973 році відправили його на пенсію. Найкоротше про долю цього вченого сказав колись Ростислав Братунь: «Він працював за цілий інститут, а одержував менше за двірника».
На початку 1993 року учений зазнав радості широкого пошанування його з 80-річчям. Але здоров'я і сили покидали його.
Трагічно закінчилося висування на Шевченківську премію.
Одразу після оприлюднення результатів голосування, коли вкотре знайшли більш достойного та потрібного, вчений втратив дар мови, а за кілька днів (14 березня 1994 року) помер.

## Творчість
У галузі літературознавства цінним є його внесок у дослідження жанрів української літератури, початку нової української літератури передшевченківської доби, походження українських пісень.
Уже своїми першими працями Григорій Нудьга заявив про себе як про вдумливого, допитливого дослідника. Такими були, зокрема студія «Пісні літературного походження в українському фольклорі», стаття «Панас Мирний у Полтаві» та деякі інші. Молодого вченого помітили в наукових колах, ним цікавилися Максим Рильський, Філарет Колесса, Михайло Возняк. Саме тому, коли в 1944 він приїхав до Львова на наукову роботу, його зустріли як відому особу.
Коло зацікавлень Г. Нудьги — проблема літературно-фольклорних взаємин, яку з властивою йому ґрунтовністю і системністю намагався простежити на всьому просторі розвитку українського красного письменства — від давнини до сучасності. Розробка цієї теми увінчалась рядом розвідок та фундаментальним збірником «Пісні та романси українських поетів», що вийшов у Києві трьома книжками (1956—1960).
Результати дослідницької роботи Григорія Нудьги відображені в низці укладених ним антологічних видань зі солідними вступними статтями, максимально насиченим довідковим апаратом, бібліографією та коментарями. Це, зокрема, монографії: «Пародія в українській літературі» (Київ, 1961) і «Українська балада» (Київ, 1970), в яких розгортає широкий погляд на ці жанри в українській літературі, простежує їх розвиток в історичному та теоретичному планах.
Підсумки своїх наукових пошуків Григорій Антонович намагався реалізувати у формі не лише розвідок та статей, а й антологій та збірників. Так з'явилися його добротні й зразково підготовлені збірники українських народних дум, чумацьких пісень, української балади й баладних пісень, народної сатири та гумору, пародії — «Українська сатира і гумор», «Думи» (Київ, 1969), «Чумацькі пісні» (Київ, 1969).
Часто, як відгалуження від основних розробок, він публікував маловідомі матеріали та знахідки, наприклад, книгу «Листування запорожців з турецьким султаном». Великого значення набувають праці Григорія Нудьги в галузі культури й освіти — розвідки про навчання українських студентів в університетах Європи XIV—XVIII ст., про існування письма на Русі ще до прийняття кириличної абетки, про перший культурно-етнографічний опис України у книзі польського письменника Я. Ласіцького тощо.
Г. Нудьга з великим піднесенням сприйняв проголошення державної незалежності України. Зрушилася справа з публікацією того, що назбиралося в шухляді. Після збірки статей «Слово і пісня» (Київ, 1985) з'являються одна за одною книжки «Українська пісня в світі» (Київ, 1989), «Не бійся смерті» (Київ, 1990), «Республіка козаків» (Львів, 1991).
Більшість його праць не побачила світ за життя автора. Лише частина виходила у часи хрущовської відлиги та горбачовської перебудови. Після смерті вченого у Львівській організації Спілки письменників України було створено Фонд імені Григорія Нудьги, який займається вивченням його наукової спадщини, а також продовженням його справи — наукового дослідження образності української пісні.
За сприяння Міжнародного фонду «Відродження» у 1997 році фундація його імені видала працю його життя — 2-томну монографію під назвою «Українська дума і пісня у світі» і хотіла представити її на здобуття тієї ж Шевченківської премії, проте їй відмовили, хоча на той час не існувало формальних обмежень щодо книг покійних авторів. На основі багатого фактичного матеріалу, здебільш маловідомого, в ній предметно розповідається про поширення і культурний резонанс пісенних надбань українського народу серед інших народів світу. У книзі Григорія Нудьги є розповідь про зацікавлення українськими піснями і думами вчених, письменників і діячів мистецтва з різних країн, захоплені їх висловлювання на адресу української пісні, її переклади, переспіви на різні мови, використання у творах літератури і музики.
Нещодавно вийшло друком інше ґрунтовне дослідження Григорія Нудьги «Козак, філософ, поет», присвячене автору відомої пісні XVIII століття «Їхав козак за Дунай» Семену Климовському.
Похований на Личаківському цвинтарі у Львові.

## Твори
- Пісні та романси українських поеті. У 2-х тт. — Том 1; — Том 2 (1956)
- Українська народна сатира і гумор (1959)
- На літературних шляхах
- Два поети-романтики. Віктор Забіла, Михайло Петренко. Поезії. — K.: Радянський письменник, 1960.
- Пародія в українській літературі (1961)
- Найдавніші записи українських народних пісень (1961)
- Листування запорожців з турецьким султаном (1963)
- Українська балада. Антологія (1964)
- Думи: поетичний епос України (1969)
- Чумацькі пісні (1969)
- Українська балада (1970)
- Дума в писаних джерелах 16 — 17 ст. (1970)
- «De Russorum, Moscovitarum et Tartarorum…» (1976)
- Заборонена Ватіканом [книга Я.Ласицького] (1978)
- Слово і пісня (1985)
- Українська пісня в світі: дослідження / Нудьга, Григорій Антонович. — К: Музична Україна, 1989. — 535 с.
- Не бійся смерті (1990)
- Республіка козаків (1991)
- Українська дума і пісня в світі / Г. А. Нудьга ; Ін-т народознав. НАН України. — Л.: [б.в.], 1997. — ISBN 966-02-0158-3. Кн. 1. — 421 с., Кн. 2. — 509 с.
- Козак, філософ, поет (2002)
- У колі світової культури. — Львів: ЛНУ ім. І. Франка, 2006. — 440 с.
- Україна і Європа: історичний погляд (2022)

## Вшанування
Вже після смерті Григорія Антоновича у Львові був створений громадський благодійний фонд «Фундація ім. Григорія Нудьги», головним завданням якого — видання доробку вченого, публікація зібраних фольклорних матеріалів, реставрація записів кобзарів, що знаходився на вул. Поповича, 17. Наприкінці 2018 року, за рішенням суду, фонд виселили з цього приміщення. Міська влада намагалась виселити Фонд просто на вулицю ще до завершення оплаченого терміну оренди. Тоді у Львові небайдужі львів'яни розпочали пошук приміщення, куди можуть переїхати унікальні архіви Фонду Григорія Нудьги.